# 粉背鹅掌柴
粉背鹅掌柴（学名：Schefflera insignis）为五加科鹅掌柴属的植物，是中国的特有植物。分布在中国大陆的广东等地，常生长在溪边，目前尚未由人工引种栽培。

## 别名
粉背叶鸭脚木（植物分类学报）